# Continvoir
Continvoir is een gemeente in het Franse departement Indre-et-Loire (regio Centre-Val de Loire) en telt 463 inwoners (2005). De plaats maakt deel uit van het arrondissement Chinon.

## Geografie
De oppervlakte van Continvoir bedraagt 42,0 km², de bevolkingsdichtheid is 11,0 inwoners per km².
De onderstaande kaart toont de ligging van Continvoir met de belangrijkste infrastructuur en aangrenzende gemeenten.

## Demografie
Onderstaande figuur toont het verloop van het inwonertal (bron: INSEE-tellingen).